# Pholetiscus rectiseta
Pholetiscus rectiseta är en kräftdjursart som beskrevs av Humes 1956. Pholetiscus rectiseta ingår i släktet Pholetiscus och familjen Canthocamptidae. Inga underarter finns listade i Catalogue of Life.